# Station Saint-Avre - La Chambre
Station Saint-Avre — La Chambre is een spoorwegstation in de Franse gemeente Saint-Avre.